# Río Sagua La Grande
Sagua La Grande es un río cubano que atraviesa la provincia central de Villa Clara, en Cuba. Desemboca en el puerto de Isabela de Sagua, en la costa norte de la isla de Cuba, tras recorrer 163 km desde la Sierra del Escambray, donde nace. 
Conocido también como Undoso, su cuenca es una de las mayores de la isla (2197 km²). Atraviesa la ciudad de Sagua La Grande, a la cual da nombre. Lo cruza el pintoresco Puente El Triunfo construido en 1905.